# Oshosi
Oshosi (también Ochosi) es una de las deidades de la religión yoruba. En la santería sincretiza con san Alberto Magno y San Norberto. Particularmente, en Santiago de Cuba, es Santiago el Mayor.
Su nombre proviene del Yoruba Osóssí

## Contexto
Ochosi manifestaciòn del Panteòn Yoruba, es el Orisha cazador y protector de los que tienen problemas con la justicia, pertenece al grupo de orishas llamados guerreros ayaegun, que son recibidos como una de las primeras consagraciones en la religión yoruba. En esta religión es considerado como el dios de la cárcel y quien a su vez puede ayudar,mediante diversas ofrendas,a evitar que alguna persona pueda ser encerrada en la misma.
- Es dueño del arco, la flecha y la cacería en los montes de la vida.
- Protege al fugitivo, da carne al hambriento.
- Hace polvo a las rejas de la cárcel.
- El pidió a Osain la sabiduría sobre todo el palo, bejuco, árboles, matas y hojas.
- Amigo de Osain, astuto, ágil y valiente.
- Habla por medio de la interpretación de cocos y caracoles.
- Representa la justicia divina, se dice que no se le piden favores contra nadie si no es una cuestión de justicia; si la persona a la que se le pide de sus favores es injusta este no obrara para el bien de esa persona sino que lo castigara.
- Conoce todos los pájaros y es el mejor cazador con puntería perfecta, ya que de acuerdo con las leyendas de la religión Yoruba (Pattaki) siempre da en el blanco su flecha.

## El Orisha
Se le considera mago o brujo. Forma parte de los Orishas guerreros. Sus colores son el azul, amarillo y el coral. Es el mejor de los cazadores, siempre anda junto con Oggún después de un pacto que hicieron en casa de Orula, desde ese momento convinieron que eran necesarios el uno para el otro, y que separados no eran nadie. es dueño del arco y de la flecha, y de todos los instrumentos de caza, es la inventiva la inteligencia, mientras ogun representa la materia prima y la fuerza...

## Pattaki
Oshosi es el mejor de los cazadores, y sus flechas no fallan nunca. Sin embargo, en una época nunca podía llegar hasta sus presas porque la espesura del monte se lo impedía, desesperado fue a ver a Orula, quien le aconsejó que hiciera ebbo. Oshosi y Oggun eran enemigos porque Eshu había sembrado cizaña entre ellos, pero Oggun tenía un problema similar. Aunque nadie era capaz de hacer trillos en el monte con más rapidez que él, nunca conseguía matar a sus presas y se le escapaban. También fue a ver a Orula y recibió instrucciones de hacer ebbo.
Fue así que ambos rivales fueron al monte a cumplir con lo suyo. Sin darse cuenta, Oshosi dejó caer su ebbó (ofrenda, trabajo mágico) encima de Oggun. Tuvieron una discusión fuerte, pero Oshosi se disculpó y se sentaron a conversar y a contarse sus problemas. Mientras hablaban a lo lejos pasó un venado. Rápido como un rayo, Oshosi se incorporó y le tiró una flecha que le atravesó el cuello dejándolo muerto. Ves, dijo Oshosi, yo no lo puedo coger. Entonces Oggun cogió su machete y en un abrir y cerrar de ojos abrió un trillo hasta el venado. Muy contentos, llegaron hasta el animal, y lo compartieron. Desde ese momento convinieron en que eran necesarios el uno para el otro y que separados no eran nadie, por lo que hicieron un pacto en casa de Orula. Es por eso, que Oshosi el cazador, siempre anda con Oggun el dueño de los hierros.

## Familia
Hijo de Obbatala y Yemaya. Hermano de Shango, Oggun, Osain. Esposo de Ochun con quien tuvo a Logun Ede.

## Ofrendas
- Animales preferidos: Se le inmolan paloma, chivo, gallo, codorniz, pollo, venado, gallina de Guinea, jutía, etc.
- Vegetales preferidos: Zapote, ateje, cilantro, helecho macho de río, bledo colorado, lino del río.
- Receptáculo: Freidera de barro a utilizar junto con Oggún.

A Ochosi se le debe atender los martes. Se les vierte encima miel, se le sopla aguardiente o ron, se le sopla humo de tabaco, y se le rocía por encima maíz tostado, pescado ahumado y  jutía ahumada, esto para obtener la ayuda y los favores que se necesitan. No hay que arrodillarse para atenderlo una vez por semana,nada más se enciende una vela delante de ellos.

## Bailes
Su  baile simboliza la persecución de un cazador tras su presa, hace gritos, saltos y piruetas por el aire con su arco y flecha en las manos.

## Sincretismo
| St. Católicos        | Kimbisa                       | Mayombe | Abakuá  | Brillumba                     | Arará        | Iyesá  | Gangá |
| S. Norberto S. Pedro | Sarabanda LufoCuyu Watariamba | Santisi | Sontemí | Sarabanda LufoCuyu Watariamba | Mewe Arggawe | Ochosi | (?)   |

## Caminos
Ochosi Belujá.
Ochosi Bomi.
Ochosi Kadina.
Ochosi Biladé.
Ochosi Molé.
Ochosi Tundé.
Ochosi Omialé.
Ochosi Deyí.
Ochosi De.
Ochosi Tofáo.
Ochosi Elefaburú.Ochosi Móta.
Ochosi Kayoshosi.
Ochosi Alé.
Ochosi Marundé.
Ochosi Ibualámo.
Ochosi Otín.
Ochosi Onilé.
Ochosi Abedi.
Ochosi Bi.
Ochosi Gurumujo.
Ochosi Odde.
Ochosi Odde mata.
Ochosi Ode Ode.
Ochosi Burú.

## Trilogía
Forma una trilogía entre Elegguá y Oggún.